# Roucheria calophylla
Roucheria calophylla là một loài thực vật có hoa trong họ Linaceae. Loài này được Planch. miêu tả khoa học đầu tiên năm 1847.